# Вітіца
Вітіца або Віттіза (лат. Wittiza, Witiza, Witica, Witicha, Vitiza, Witiges; бл. 687–710) — король вестготів в Іспанії (693—701, як співволодар Егіки; 702—710, одноосібно). Син вестготського короля Егіки.

## Життєпис

### Співволодар
Походив з династії Хінтіли. Син короля Егіки та Кіксілони (доньки короля Ервіґа). Про молоді роки мало відомостей. Вже у 693 році призначається співволодарем батька. Проте ця дія була суто номінальною, для зміцнення правління Егіки. У 698 році як область управління Вітіца отримує Галісію зі столицею у місті Туй (мав титул король свевів). Тут молодий принц набув адміністративного досвіду. Тут він стикнувся з амбіціями Фавіли (Фафіли), зятя короля Гіндасвінта, якого було приставлено як помічника. Вітіца за невідомих обставин наказав убити його.
З огляду на поганий стан здоров'я у 701 році батько викликав Вітіцу до столиці — Толедо, де 15 листопада відбулася церемонія помазання. З цього моменту Вітіца став справжнім співкоролем Егіки. Він перебрав фактичну владу на себе. Після смерті Егіки у листопаді або грудні 702 року Вітіцу було оголошено одноосібним королем.

### Королювання
Із самого початку мав намір налагодити стосунки з вищою знаттю та місцевою шляхтою, а також розширити підтримку за рахунок містян. Для цього король зменшив значні податки, які впровадив його батько, а також позбавив необхідності сплати великих боргів. Була оголошена загальна амністія, що дала можливість вигнанцям повернутися на батьківщину. Амністованим поверталося їх майно та їх піддані. Багатьом було здійснено відшкодування з королівської скарбниці.
З метою сприяти об'єднанню знаті навколо монархії Вітіца у 704 році скликав XVIII Толедський собор під головуванням митрополита Сіндереда. Проте досягти значних результатів не вдалося, за винятком прийняття пропозиції короля щодо дозволу на шлюби священиків.
Невдовзі виникла змова проти короля, на чолі з Пелайо. Останній з одного боку намагався реалізувати прагнення частини знаті щодо послаблення тиску монархії на них, з іншого — помститися за батька Фавілу (колись вбитого за наказом Вітіци). Проте змову було розкрито, й Вітіца заслав Пелайо до Астурії.
Для зміцнення влади Вітіца оголосив сина Агілу своїм співволодарем, що викликало спротив аристократів. Втім їх повстання зазнало поразки, змовники були жорстоко покарані.
Між 707 і 709 роками безліч людей стали жертвами голоду і мору. У цей період відбулося значне зменшення населення Вестготської держави. Спроби короля поліпшити ситуацію успіху не мали.
Ускладненнями в середині королівства намагалися скористатися візантійці, що атакували узбережжя Іспанії з Балеарських островів, але Вітіца відбив атаку. У 708 році завдав поразки арабським нападникам. У 710 році спалахнуло повстання басків. На його придушення король відправив сина Агілу. В цей час Вітіца раптово помирає в Толедо. Після нього розпочалася боротьба за трон.

## Характеристика

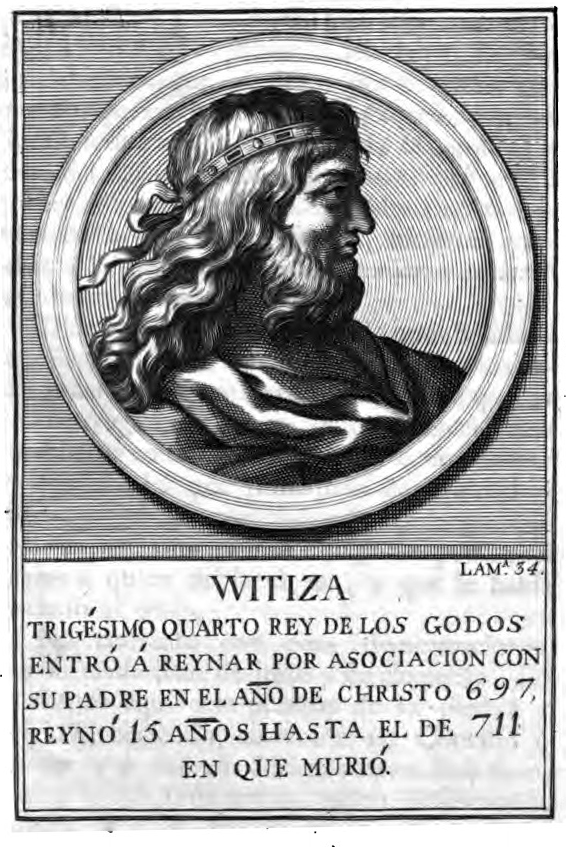
Вітіца

Хроніки висловлюють щодо Вітіци різні думки. Так, Мосарабська хроніка відзначає, що «успадкувавши батьківський престол він проявив себе як людина безглуздо-гордовита, але милостива надзвичайно… Він приймав не лише тих, кого його батько позбавив довіри, але через милість і тих навіть, хто перебував на засланні, і відновив становище дрібних васалів».
«Хроніка Альфонсо III» стверджує, що «він був розпусником і нечестивцем. Він не слухався порад. Він порушував канони. Він мав безліч дружин і наложниць. І щоб запобігти поганим чуткам про себе, він звелів єпископам, пресвітерам і дияконам взяти дружин».

## Родина
- Агіла (д/н-714), король у 711—714 роках
- Олмунд (бл. 700-д/н)
- Ардо (д/н—бл.721), король у 714—721 роках